# Edwin Villatoro
Edwin Villatoro (né le 18 février 1980 à Guatemala City au Guatemala) est un joueur de football international guatémaltèque, qui évolue au poste d'attaquant.

## Biographie

### Carrière en sélection
Avec l'équipe du Guatemala, il joue 25 matchs (pour 6 buts inscrits) entre 2005 et 2009.
Il figure notamment dans le groupe des sélectionnés lors des Gold Cup de 2005 et de 2007.

## Palmarès
Deportivo Municipal
- Championnat du Guatemala (2) :
  - Champion : 2006 (Ouverture).